# Agula
Agula (kinesiska: 阿古拉, 阿古拉镇) är en köping i Kina. Den ligger i den autonoma regionen Inre Mongoliet, i den norra delen av landet, omkring 950 kilometer öster om regionhuvudstaden Hohhot. Antalet invånare är 14552. Befolkningen består av 7 068 kvinnor och 7 484 män. Barn under 15 år utgör 19,0 %, vuxna 15-64 år 75 %, och äldre över 65 år 5,0 %.
Genomsnittlig årsnederbörd är 718 millimeter. Den regnigaste månaden är juni, med i genomsnitt 150 mm nederbörd, och den torraste är januari, med 5 mm nederbörd.